# Trochosa propinqua
Trochosa propinqua là một loài nhện trong họ Lycosidae.
Loài này thuộc chi Trochosa. Trochosa propinqua được Octavius Pickard-Cambridge miêu tả năm 1885.